# Слобозија (Палтиниш)
Слобозија (рум. Slobozia) насеље је у Румунији у округу Ботошани у општини Палтиниш. Oпштина се налази на надморској висини од 195 m.

## Становништво
Према подацима из 2002. године у насељу је живело 89 становника, од којих су сви румунске националности.